# Tamoanchan
Il Tamoanchan è un luogo mitico di origine noto alle culture mesoamericane del Messico centrale del periodo post-classico.

## Descrizione
Nelle tradizioni mitologiche e nei racconti della creazione dei post-classici, come ad esempio gli Aztechi, Tamoanchan era concepito come il paradiso in cui gli dei crearono la prima razza umana moderna dal sangue sacrificato e dalle ossa umane rubate al mondo sotterraneo di Mictlan.

## Etimologia
Secondo l'etimologia simbologica del codice fiorentino di Bernardino de Sahagún Tamoanchan ... significa "scendiamo a casa nostra". Il termine tamoanchan non deriva da nessuna lingua nahuatl, ma dimostra invece di avere radici nell'etimologia maya, e significa "luogo del cielo nuvoloso" o qualcosa di simile. Le descrizioni di Tamoanchan che appaiono nel codice fiorentino indicano che, secondo il pensiero del periodo post-classico nahua, si credeva trovarsi nelle umide terre basse della regione della costa del golfo del Messico, abitata dai Maya Huaxtechi.

## Raffigurazioni nei codici
Quando viene raffigurato nei codici aztechi, Tamoanchan viene spesso associato con la trecena 1 Casa del calendario azteco. Si tratta della "trecena 15 nel Codice aubin Tonalamatl  e borbonico". Il dio Itzpapalotl, una delle principali figure tzitzimime ("demoni delle stelle"), di solito governa questa trecena e, per estensione, Tamoanchan viene spesso considerata parte del suo dominio.
Il glifo toponimico usato per Tamoanchan nei codici raffigura un albero diviso, in fiore e sanguinante; il suo significato non è ancora chiaro. Essendo diviso, le due parti dell'albero di Tamoanchan sono separate e vanno in direzioni opposte (come nel Codice Borgia 44) tanto che "la loro posizione diagonale ... indica il movimento interno elicoidale". Sarebbe quindi raffigurato il movimento rotatorio in due direzioni opposte.

## Storia, luoghi terreni
Oltre alla mitica Tamoanchan, lo storico e studioso messicano Alfredo López Austin identifica numerosi luoghi sacri associati nel tempo a Tamoanchan. Secondo López Austin si tratta di:

1) Il Tamoanchan di Cuauhnahuac; 

2) Il Tamoanchan Chalchiuhmomozco citato da Chimalpahin Cuauhtlehuanitzin (... dove fu poi fondato l'Amaquemecan Chalco); e 

3) Il Tamoanchan ... citato nell'opera di Sahagún's."»
Il primo di questi è il luogo in cui furono creati (da Ehecatl) il primo uomo e la prima donna del ripopolamento, la "nuova grotta Tamoanchan della provincia di Cuernavaca, oggi Cuauhnahuac".
Il secondo era "una fontana... in cui essi videro una dea e che chiamarono chalchiuhmatlalatl ("acqua blu-verde di chalchihuite ...") su una piccola collina vicino a Iztactepetl e Popocatepetl. ... Tamoanchan Chalchiuhmomozco era tanto sacra che nessuno vi poteva defecare. I coloni viaggiavano quattro leghe per raggiungere Cuitlatepec, o Cuitlatetelco, ma, essendo grandi maghi, vi volavano".
Il terzo era il luogo in cui "l'uomo istruito, ... Tlaltecuin, e Xuchicahuaca, ... crearono i nuovi libri sacri, il conto del destino, il libro degli anni, ed il libro dei sogni".